# Марсел Шмелцер
Марсел Шмелцер (на немски: Marcel Schmelzer) е бивш немски футболист, играещ като ляв бек, който през цялата си кариера се състезава за германския Борусия Дортмунд.

## Клубна кариера
Шмелцер стартира професионалната си кариера в отбора на Борусия Дортмунд. Дебютът си за отбора прави на 9 август 2008 г. в мач от първия кръг за Купата на Германия срещу Рот-Вайс (Есен). Първият му мач за първенство е следвщата седмица, появявайки се за 20 минути при победата с 3-2 над Байер Леверкузен. Най-добрият сезон на Шмелцер е сезон 2010/11, през който Шмелцер изиграва всяка една минута за отбора си. Борусия Дортмунд печели титлата на Германия през същия сезон.
Шмелцер пропуска началото на сезон 2011/12 заради контузия. След като се завръща е игра, отново се превръща в титулярния ляв бек и помага на отбора си да направи дубъл, печелейки Първа Бундеслига и Купата на Германия. Участва и във финала за купата срещу Байерн Мюнхен, спечелен от Дортмунд с 5-2.

## Национален отбор
През 2009 г. Шмелцер е повикан в състава на Германия до 21 години за Европейското първенство до 21 години. Взима участие в почти всички мачове, като на финала играе само 5 минути при победата над Англия с 4-0.
Дебютът си за Германия прави на 17 ноември 2010 г. в контрола срещу Швеция, играна в Гьотеборг.
През 2012 г. попада в състава на Германия, който взима участие на европейското първенство в Полша и Украйна.

## Отличия

### Клубни

#### Борусия Дортмунд
- Първа Бундеслига: 2

2010/11, 2011/12
- Купа на Германия:1

2011/12

### Национален отбор
- Eвропейско първенство до 21 години: 2009